# Lupinus appositus
Lupinus appositus är en ärtväxtart som beskrevs av Charles Piper Smith. Lupinus appositus ingår i släktet lupiner, och familjen ärtväxter. Inga underarter finns listade i Catalogue of Life.